# 오도네 에우제니오 마리아 디 몬페라토 공작
오도네 에우제니오 마리아 디 사보이아(이탈리아어: Oddone Eugenio Maria di Savoia, 1846년 7월 11일 ~ 1866년 1월 22일)는 이탈리아의 왕자이자 인문주의자, 자선가이다.
사르데냐 왕국(현재의 이탈리아)의 지배를 받고 있던 토리노에서 이탈리아의 비토리오 에마누엘레 2세 국왕과 그의 아내인 아델라이트 폰 외스터라이히 여대공의 셋째 아들로 태어났으며 몬페라토 공작 칭호를 받았다. 태어날 때부터 병약했지만 어린 시절에 예술을 전공했을 정도로 천재성을 갖고 있었다.
제노바에서 고대 그리스, 고대 로마 시대의 공예품을 수집하면서 제노바에 위치한 리구리아 고고학 박물관에 전시된 유물을 보존하기 위해 노력하는 한편 제노바 현대 미술관에 자신의 이름을 딴 공예품을 기부했다. 온화한 기후, 병약한 신체 조건으로 인해 제노바에서 마지막 4년을 보냈으며 1866년 1월 22일에 제노바 왕궁에서 사망했다.